# Дан Альмаґор
Дан Альмаґор (івр. דן אלמגור; ім'я при народженні: Дан Шмуель Ельблінґер (івр. דן שמואל אלבלינגר); 13 липня 1935) — ізраїльський драматург, перекладач, письменник, автор пісень, дослідник літератури та фольклору. Він викладав іврит в університетах Ізраїлю, Великої Британії та США.

## Біографія
Дан Альмаґор народився у місті Рамат-Ган, Ізраїль, але виріс у місті Реховот. Його батько був агрономом, який виїхав до Палестини із Варшави 1923 року.
1956 року він повернувся з армії, і почав серйозно писати та перекладати. З 1963 по 1968 роки він вчився у Каліфорнійському університеті у Лос-Анджелесі, де отримав ступінь доктора із літератури на івриті та англійською мовою.
9 грудня 1987 року почалася Перша палестинська інтифада — Альмаґор відреагував на це віршем «Ми теж стріляємо у дітей» (івр. אנחנו יורים גם בילדים), сказавши:
|  | Я раптом зрозумів, що ми робимо точно те саме, що, як мені казали протягом всього мого дитинства, робили нам, євреям Оригінальний текст (англ.) I suddenly realised that we’re doing there the very things which, as I was told throughout my entire childhood, were done to us Jews |

Цей вірш спровокував погрози його життю, а його будинок та машину спробували спалити.

## Творчість
Він переклав та адаптував на іврит понад сотню п'єс, серед них: «Комедія помилок», «Як вам це сподобається», «Скрипаль на даху», «Король і я», «Моя чарівна леді» та «Хлопці та ляльки».
Його ранні пісні, такі як «Балада про санінструктора» (івр. בלדה לחובש) та «Молодці» (івр. כל הכבוד), відзначали ізраїльську культуру «мачо» і військовий героїзм, але значна частина його пізніших робіт зображує ізраїльське суспільство сатирично та критично.